# Richard Sibbes
Richard Sibbes (ou Sibbs) (1577–1635) foi um teólogo anglicano, que ficara conhecido como um exegeta bíblico puritano. Todavia, permaneceu na Igreja Anglicana por toda sua vida, tendo sido um amante e defensor do Livro de Oração Comum.

## Vida
Richard nascera em Tostock, Suffolk, muito embora outras fontes digam que sua cidade natal tenha sido Sudbury. Seu pai fora um construtor de rodas.
Em 1595, Sibbes ingressou no St John's College, da Universidade de Cambridge, a partir de 1595.
Veio a ser professor na Igreja da Santíssima Trindade, em Cambridge, de 1610 (ou 1611) a 1615 (ou 1616).
Em que pese tenha havido quem dissesse que Sibbes fora privado de cargos acadêmicos em razão de seu puritanismo, o que é possível comprovar, efetivamente, é que nunca tenha sido privado de cargos, em razão de sua engenhosidade.
A partir do ano de 1617, fora pregador anglicano em Gray's Inn, Londres. Retornou a Cambridge como Mestre de Catherine Hall, em 1626, sem abrir mão do cargo em Londres.
Também em 1626, Sibbes ajudara a fundar o grupo puritano conhecido como Feudatários por Impropriação, que originou-se num agrupamento informal que se iniciou em 1613. Com outros, ele trabalhou para financiar e fornecer apoio para pregadores. Ele foi um dos quatro ministros dos feudatários originais, sendo os demais membros escolhidos quatro advogados e quatro leigos.

## Obras
Em sua vida, escreveu muitas obras com caráter devocional, expressando seu intenso sentimento religioso, quais sejam: O Cordial do Santo (1629), A Cana Machucada e o Linho Fumegante (1631, exegese de Isaías 42:3), O Conflito das Almas (1635) etc.
Em 1630, dedicou um conjunto de sermões a Horace Vere, primeiro Barão Vere de Tilbury, e sua esposa Lady Mare.
A maioria dos outros trabalhos foram publicados pela primeira vez por Thomas Goodwin e Philip Nye, após a morte de Sibbes. Feixes de Luz Divina, Uma Descrição de Cristo em Três Sermões e Entranhas Abertas apareceu em 1639, assim como The Returning Backslider, sermões sobre o Livro de Oséias .
Em 1862 e em 1864, publicou-se uma edição completa, em Edimburgo, em sete volumes, por James Nichol, com um livro de memórias biográficas de Alexander Grosart .

## Visualizações
Os líderes clericais dos feudatários, Davenport, Gouge e Sibbes, todos aderiram ao "aliancismo" (teologia calvinista da aliança), que fora esculpida pelos eminentes teólogos ingleses Perkins, Preston, William Ames e Thomas Taylor. Havia uma suposição tácita de uma igreja estatal . Sibbes acreditava que a Segunda Vinda era necessária para completar a obra que Cristo havia começado.
Esforçam-se os historiadores e os teólogos para identificar em qual ramo do puritanismo Sibbes melhor se encaixa. Sob os piedosos "não-separatistas", ele comunga com Preston, Richard Baxter, Robert Bolton e John Dod. Abaixo daqueles que se conformariam com as formas estabelecidas de adoração, ele comunga com Dod, Nicholas Byfield, Richard Capel, John Downame, Arthur Hildersham e Richard Stock (outro feudatário). Ele também é considerado um puritano totalmente conforme, comungando com Preston, Samuel Ward e Robert Hill. Ao lado de Richard Bernard, fora um calvinista moderado que promoveu a tolerância religiosa. Com Perkins, Preston, Baxter e Henry Newcome, ele era um puritano moderado e não presbiteriano. De toda forma, é inegável que ele era um membro fiel da igreja elisabetana.
A sua perspectiva era europeia, ou ainda mais ampla, sendo que Sibbes via o catolicismo em termos de uma conspiração repressiva. Juntamente com Davenport, Gouge, Taylor, Thomas Gataker, John Stoughton e Josias Shute, ele ajudou a arrecadar dinheiro para os protestantes do Eleitorado do Palatinado, que foram afetados pelo início da Guerra dos Trinta Anos; posteriormente, também teria ajudado na arrecadação de subsídios financeiros para finananciar as missões de John Dury. Laud apresentou Sibbes, Davenport, Gouge e Taylor ao Tribunal do Alto Comissariado para isso. The Fountain Opened (1638) defendeu o trabalho missionário.

## Influência
Suas obras foram bastante lidas na Nova Inglaterra, nos Estados Unidos da América. Thomas Hooker, proeminente naquele estado americano desde 1633, foi diretamente influenciado por Sibbes, e sua "teologia do casamento", valendo-se do casamento como uma metáfora religiosa, tendo-se baseado em The Bruised Reed and Bowels Opened.
Herbert descreve em The Church Militant o movimento da disseminação do Evangelho para o oeste, Christopher Hill comenta que isso pode ter vindo de The Bruised Reed.
O fundador do movimento metodista, John Wesley, citou-o. De igual modo, o pregador batista Pr. Charles Spurgeon estudou Sibbes, Perkins e Thomas Manton para elaboração de seus sermões. O presbiteriano Rev. Martyn Lloyd-Jones escreveu nos termos mais elevados sobre seu próprio encontro com a obra de Sibbes.